# Agon Mehmeti
Agon Mehmeti (ur. 20 listopada 1989 w Podujevie) – albański piłkarz, grający na pozycji napastnika.

## Lata młodości
W 1992 wraz z rodziną wyemigrował z Kosowa do Szwecji z powodu wojny. Dorastał w Malmö.

## Kariera klubowa
W piłkę nożną zaczął grać w IFK Malmö. W 2001 trafił do Malmö FF. W drużynie młodzieżowej tego klubu strzelił 45 goli w 43 meczach, dzięki czemu w 2008 został włączony do pierwszej drużyny tego klubu. Po sezonie 2011 postanowił nie przedłużać wygasającego kontraktu z klubem i na początku stycznia 2012 przeszedł do US Palermo, z którym związał się czteroipółletnią umową. W sierpniu 2012 został wypożyczony do Novara Calcio, a pod koniec lipca 2013 do SC Olhanense. W lipcu 2014 Palermo rozwiązało umowę z Mehmetim i podpisał trzyipółletni kontrakt z Malmö FF. W 2016 przeszedł do Stabæk Fotball.

## Kariera reprezentacyjna
Mehmeti grał w młodzieżowych kadrach Szwecji, ale później zdecydował się na grę dla Albanii. W reprezentacji Albanii zadebiutował 6 września 2013 w meczu ze Słowenią.

## Charakterystyka techniczna
Jest szybkim napastnikiem mogącym grać także jako ofensywny pomocnik. Był porównywany do Zlatana Ibrahimovicia.